# Balgö
Balgö utanför Tångaberg i Lindbergs socken i Varbergs kommun i Halland är med sina 250 hektar landområde den största av Hallands öar. Till Balgö räknas ett antal mindre öar, bland andra sälskyddsområdena Stora och Lilla Både. De ingår tillsammans med vatten i Balgö naturvårdsområde.. Delar av ön är även fågelskyddsområde.
Ön har använts som betesområde för får och kor. Här finns fornlämningar, geologiskt intressanta områden och ett rikt fågelliv. Det finns många olika lavar på. Den är också den lokal i Halland där det finns flest stinkpaddor. Dessutom finns här frilevande mufflonfår.